# Église de la Croix de Senigallia
Pour les articles homonymes, voir Église de la Croix.
L’église de la Croix (chiesa della Croce) se trouve à Senigallia, dans la région des Marches, en province d'Ancône.

## Description
L'église de la Croix, consacrée en 1608, fut projetée par l'architecte du duché d'Urbino Muzio Oddi, pour la Confrérie du Sacrement et de la Croix, qui assistait les indigents. La façade montre les caractères de la Renaissance tardive (maniérisme) et anticipe le faste de l'intérieur de style baroque, caractérisé par un maître-autel  et six autels latéraux richement décorés, qui abritent de précieuses œuvres. Au maître-autel est exposé un retable de Federico Barocci, terminé en 1582. Il représente la  Sépulture du Christ, avec sur le fond une  représentation  du palais ducal d'Urbino, hommage du peintre à sa ville natale. En outre sont remarquables une Crucifixion et une  Sainte Barbe du peintre de Vérone Claudio Ridolfi, le plafond à caissons en bois réalisé par le maître Luca Palmieri da Jesi et l'orgue de Gaetano Callido remontant à 1775.

### La façade
La façade, très sobre, en style Renaissance, est repartie par quatre pilastres surmontés de chapiteaux corinthiens composites. Le tympan, en encorbellement, avec un oculus central, est entouré de décorations géométriques en pierre d'Istrie de même que les chapiteaux, la base des pilastres et la corniche où on peut lire le nom du commanditaire, la Confrérie de la Croix et du Crucifix, et la date de la consécration. Sur le portail on peut lire l'avertissement de saint Augustin: Erigis te et fugit a te humilias te et venit ad te (si tu t'exaltes, Le Seigneur fuit de toi ; si tu t'humilies, il vient auprès de toi).

### L'intérieur
L'intérieur ressemble à une salle plutôt qu'à l'intérieur d'une église, construite pour être l'oratoire d'une confrérie. Actuellement on y pratique l'adoration quotidienne du Saint-Sacrement. C'est une construction de plan rectangulaire ; les lambris des parois en bois doré sont finement décorés avec des intailles et des reliefs de style baroque ; le plafond à caissons, réalisé par le maître Luca Palmieri da Jesi et orné d'un merveilleux jeu d'arabesques, est divisé par une bande centrale qui présente les symboles de la Croix et de l'Eucharistie (écusson de la Confrérie de la Croix et du Sacrement). L'ensemble relève toutefois l'élégance et la sobriété des formes architecturales de la Renaissance. Enfin au-dessus de la porte principale, dans la cantoria, il y a un orgue du fameux maître vénitien Callido.

### Les autels
Les autels sont au nombre de sept : au centre le maître-autel et trois autres de chaque côté de l'église. Le maître-autel, qui abrite un splendide tabernacle, est richement décoré avec des bas-reliefs floraux, des petits festons, des putti. Au centre on voit une grille avec des rinceaux très fins qui soutiennent une croix ; à l'intérieur une statue du Christ au tombeau, sculpture en bois du XVIIe siècle. Au-dessus de cet autel est conservé le retable de Federico Barocci La Sépulture du Christ, l'une des meilleures œuvres du peintre d'Urbino, exécutée en 1582. Le cadre du tableau fut dessiné par le même peintre. Au fond de la salle on peut aussi admirer quatre œuvres du peintre de Senigallia Giovanni Anastasi, en bas La Nativité et L'Adoration des rois mages, en haut L'Ange et la Vierge de l'Annonciation.

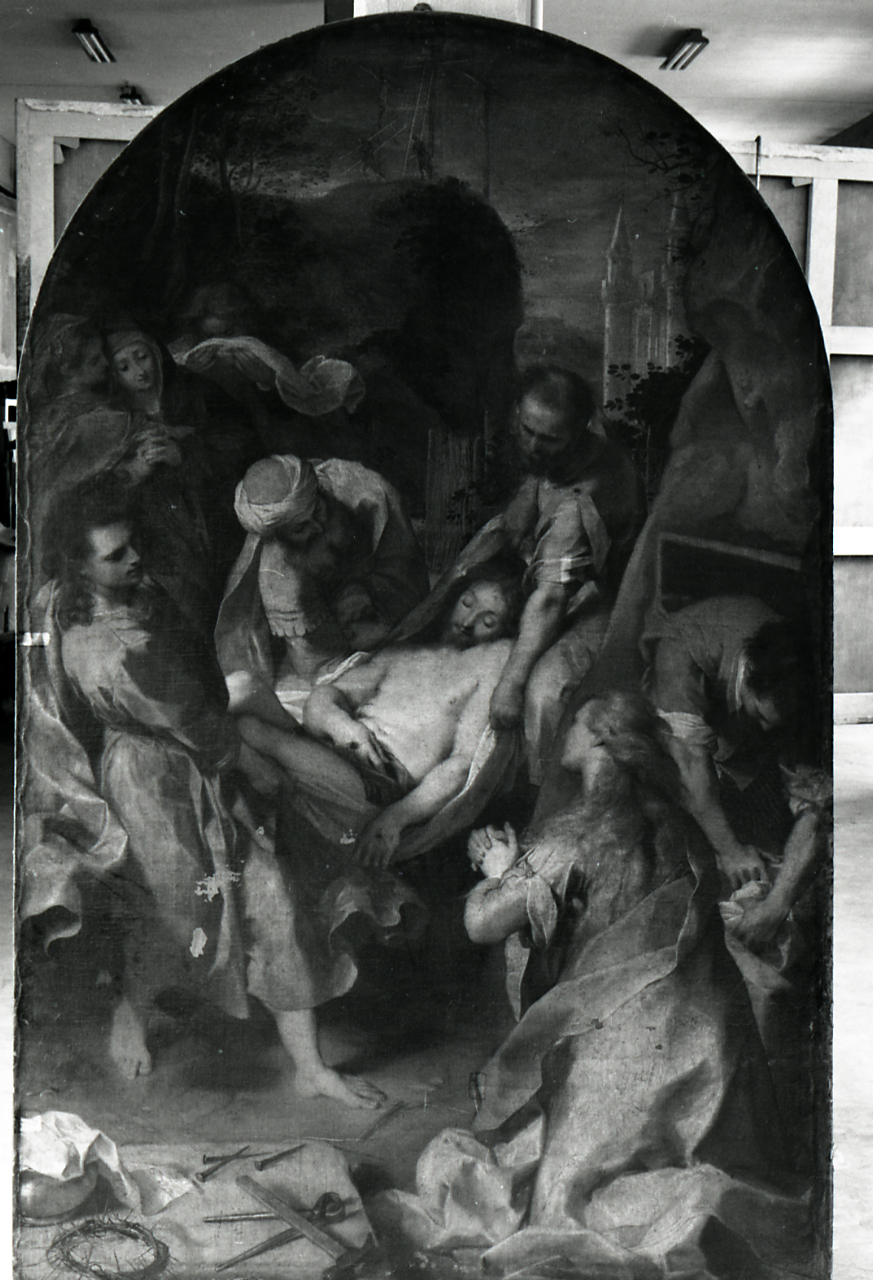
La Sépulture du Christ par Federico Barocci. Photo par Paolo Monti, 1972
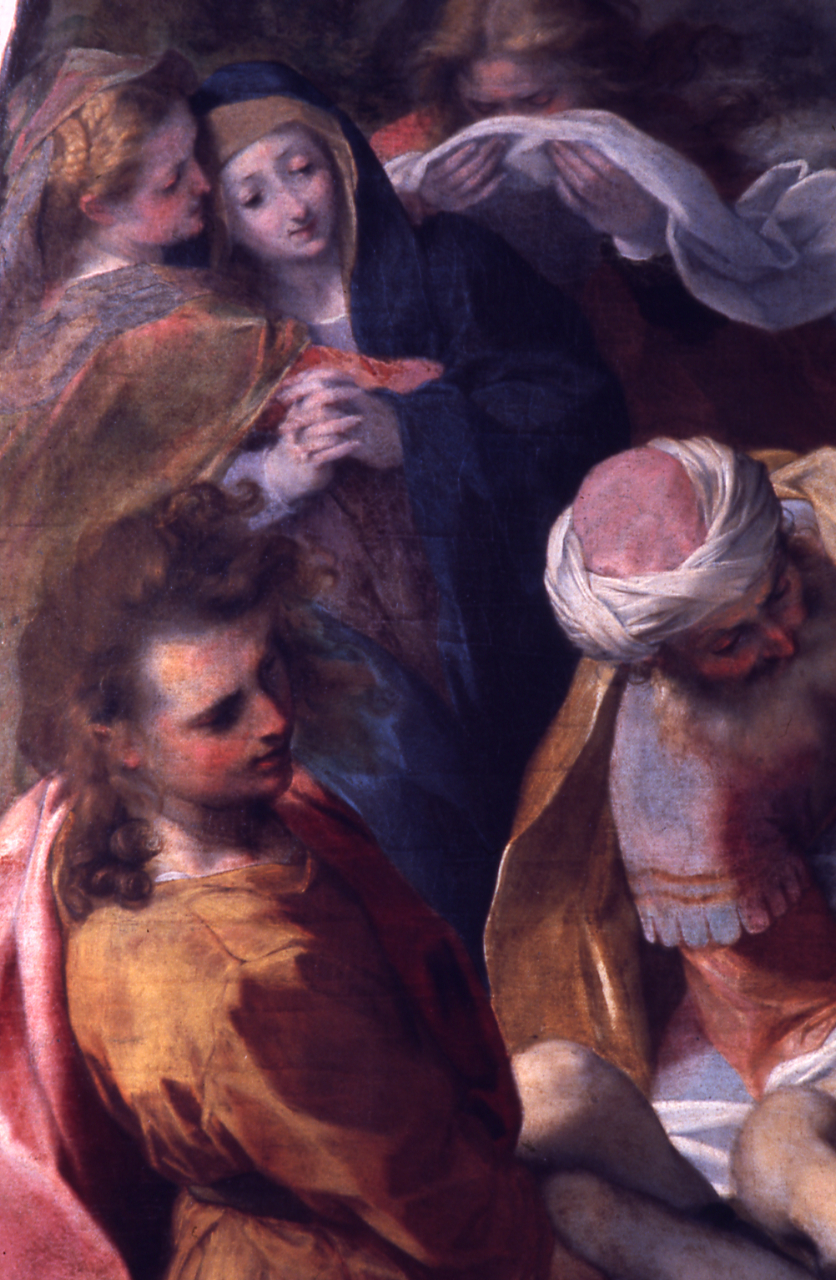
La Sépulture du Christ, detaille. Photo par Paolo Monti, 1972.

#### Les autels latéraux
- 1er autel à gauche. Dédié a sainte Barbe, patronne des bombardiers et des artilleurs. Il a comme colonnes deux affûts de canon et comme décorations des boulets, des équerres et des sabres, symboles des bombardiers. Le tableau de la sainte est du peintre véronais Claudio Ridolfi, élève de Barocci.
- 2e autel à gauche. Au-dessus de l'autel, une grande niche abrite la toile de Claudio Ridolfi La Crucifixion.
- 3e autel à gauche. Le tableau au-dessus de l'autel représente La Sainte Famille et saint Grégoire, qui intercèdent pour les âmes du Purgatoire ; il appartient à l'école de peinture de Federico Barocci et remonte aux premières années du XVIIe siècle.
- 1er autel à droite. La peinture au-dessus de l'autel représente Notre Dame de l'Assomption, saint François et saint Nicola da Tolentino (avec derrière d'autres saints) ; l'œuvre appartient à l'école de peinture locale du XVIIe siècle.
- 2e autel à droite. Au-dessus de l'autel, un petit tableau peint sur toile est une copie de l'image de Notre Dame du Bon Conseil, vénérée dans le Sanctuaire de Genazzano di Palestrina, pour laquelle le pape Pie IX, né à Senigallia, avait beaucoup de vénération.
- 3e autel à droite. La toile, dont l'auteur est inconnu, appartient à l'école de peinture locale ; elle représente le crucifié entouré d'anges en adoration et, en bas, saint Thomas d'Aquin, dominicain, et saint Bonaventure, évêque et cardinal franciscain. Elle a été restaurée en 1997, par la Confrérie de la Croix et du Sacrement.

## Travaux de Federico Barocci conservés à Senigallia
- La Sépulture du Christ (Trasposto di Cristo al sepolcro), huile sur toile de  295 × 187 cm (1579-1582), Église de la Croix.
- Notre Dame du Rosaire (Madonna del Rosario) (1589-1593), Pinacothèque diocésaine.